# 크레센트 (여객 열차)
크레센트(영어: Crescent)는 미국 뉴욕주 뉴욕 펜실베이니아 역에서 루이지애나주 뉴올리언스 뉴올리언스 역까지 운행되는 장거리 열차이다.

## 역사 및 현황
뉴욕 ~ 워싱턴 D.C. 구간은 펜실베이니아 철도가 운행했다. 1950년대 초반에 차량이 유선화가 되면서 1954년에 선셋 리미티드를 통해 로스앤젤레스까지 운행하는 노선에 침대차를 편성했다. 1979년에 암트랙이 인수하면서 현재에 이르고 있다.

## 운행 노선

암트랙 크레센트 노선도 (interactive map)

## 사진

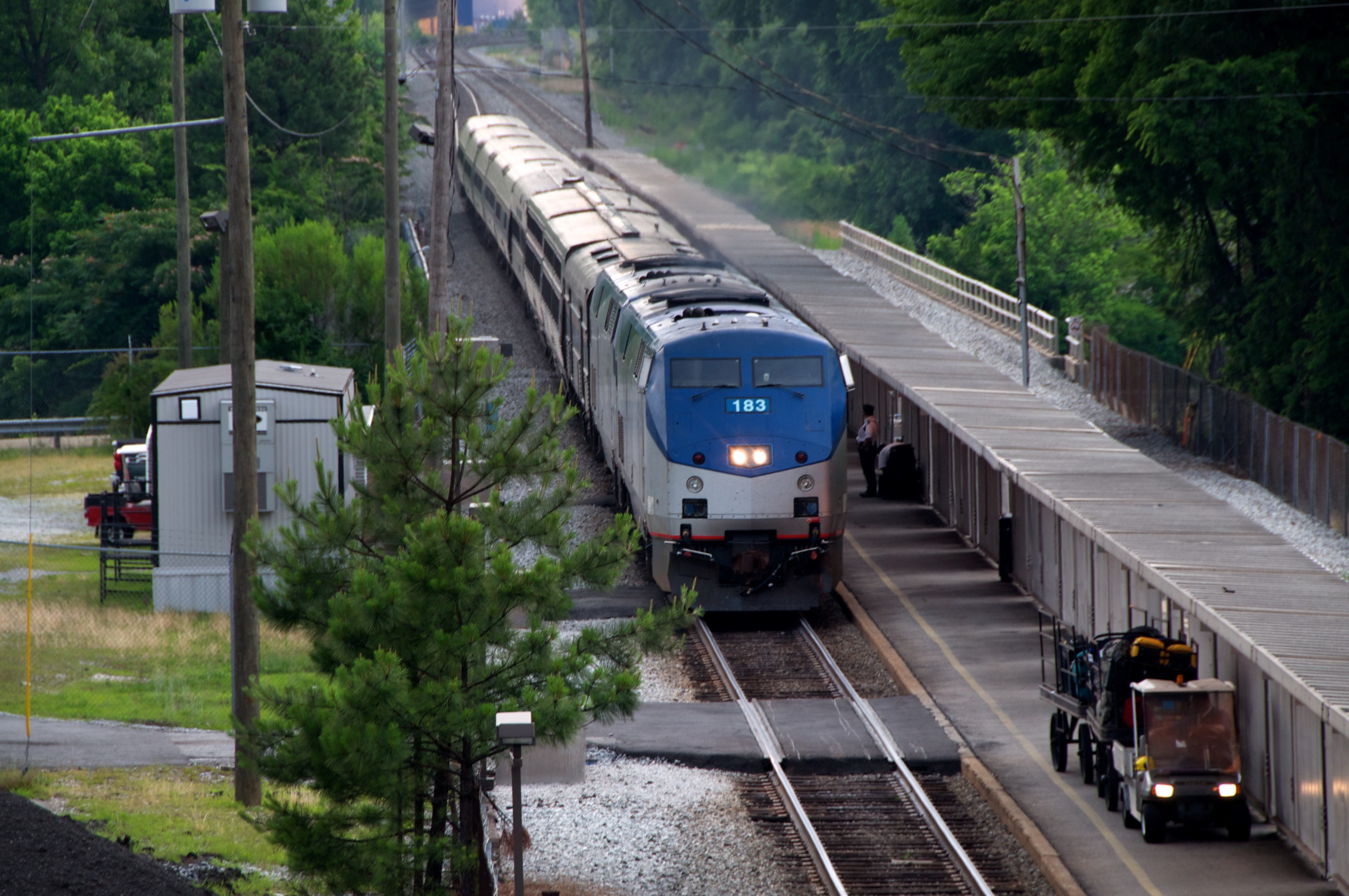